# Nancy Thomson de Grummond
Nancy Thomson de Grummond (Stati Uniti, 26 agosto 1940) è un'archeologa ed etruscologa statunitense, professoressa di studi classici alla Florida State University, specializzata nell'archeologia della Civiltà Etrusca, dell'Antica Grecia e dell'Antica Roma. È stata direttrice degli scavi a Cetamura del Chianti, in Toscana. Le sue ricerche riguardano la religione etrusca e romana, la mitologia e l'inconografia.

## Biografia
Nancy Thomson de Grummond ha ottenuto il suo PhD alla University of North Carolina at Chapel Hill.
È membro della sezione statunitense dell'Istituto Nazionale di Studi Etruschi ed Italici con sede a Firenze.

## Pubblicazioni principali
- (EN)  A Guide to Etruscan Mirrors, 1982;
- (EN)  An Encyclopedia of the History of Classical Archaeology (editor) 2 v., 1996;
- (EN)  The Religion of the Etruscans (curatrice con Erika Simon), 2006;
- (EN)  Etruscan Mythology, Sacred History and Legend, 2006;
- (EN)  The Sanctuary of the Etruscan Artisans at Cetamura del Chianti: The Legacy of Alvaro Tracchi, 2006
- (EN)  Corpus Speculorum Etruscorum, Great Britain 3: Oxford (Corpus of Etruscan Mirrors), Roma 2007;
- (EN)  Thunder versus Lightning in Etruria in Etruscan Studies vol. 19, n° 2, 183-207, 2016.